# Ghatsflugsnappare
Ghatsflugsnappare (Cyornis pallidipes) är en fågel i familjen flugsnappare inom ordningen tättingar. Den förekommer enbart i södra Indien.

## Utseende
Ghatsflugsnapparen är en medelstor (15 cm) och rätt långnäbbad, skogslevande flugsnappare. Hanen är indigoblå med vit buk och (olikt nilgiriflugsnapparen) otecknade undre stjärttäckare. Honan har brun ovansida, rödbrun stjärt, orangerött på strupe och grått huvud, mer påfallande än hos hona ravinflugsnappare. Den har även mer gräddvit på tygeln och längre näbb.

## Utbredning och systematik
Fågeln förekommer i höglänta områden i sydvästra Indien, från västra Maharashtra till Kerala. Den behandlas som monotypisk, det vill säga att den inte delas in i några underarter.

## Status och hot
Arten har ett rätt begränsat utbredningsområde och tros minska i antal, dock inte tillräckligt kraftigt för att den ska betraktas som hotad. Internationella naturvårdsunionen IUCN kategoriserar därför arten som livskraftig (LC).